# Notre-Dame-de-l’Assomption (Crécy-la-Chapelle)

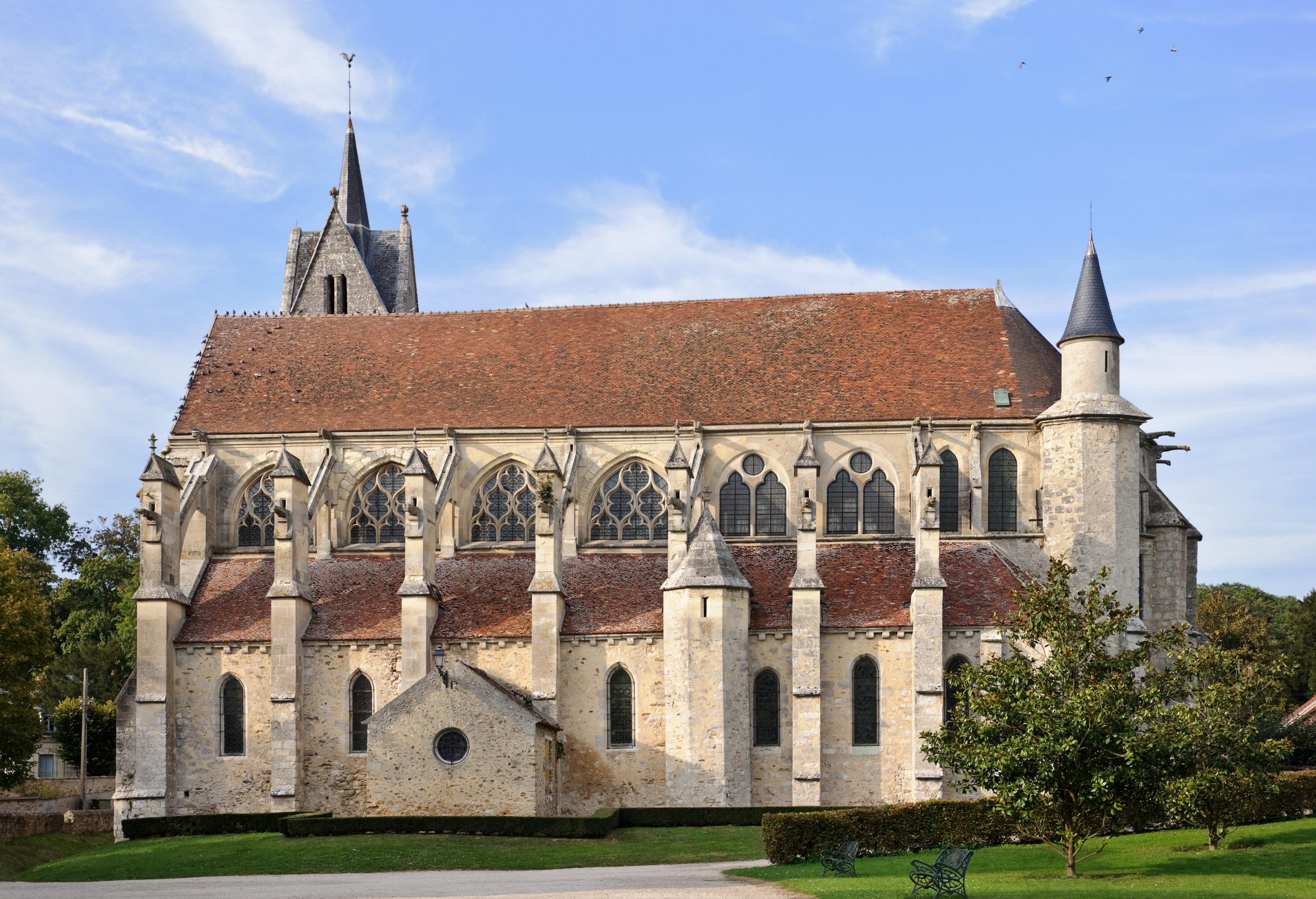
Ehemalige Kollegiatkirche Notre-Dame-de-l’Assomption

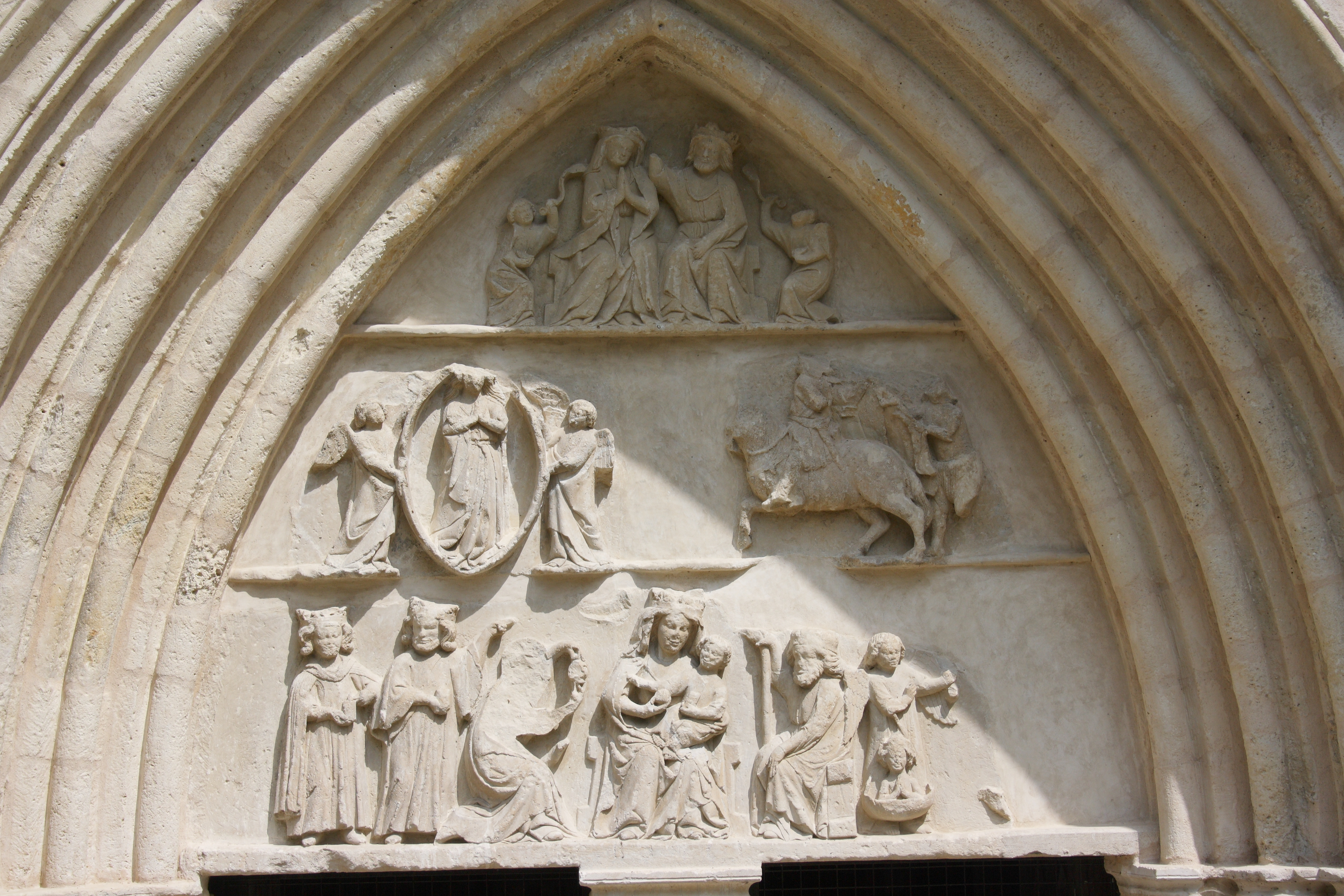
Tympanon des Westportals

Die ehemalige römisch-katholische Kollegiatkirche Notre-Dame-de-l’Assomption in Crécy-la-Chapelle, einer Gemeinde im Département Seine-et-Marne in der französischen Region Île-de-France, wurde in der Mitte des 13. Jahrhunderts im Stil der Gotik errichtet. Im Jahr 1846 wurde die mit dem Patrozinium Mariä Himmelfahrt versehene Kirche als Monument historique in die Liste der Baudenkmäler in Frankreich aufgenommen.

## Geschichte
Bereits im 12. Jahrhundert befand sich an der Stelle der heutigen Kirche eine Kapelle, die der Abtei Saint-Martin-des-Champs in Paris unterstellt war. Im Jahr 1202 erhob sie der Bischof von Meaux, Anseau de Garlande, zur Pfarrkirche und gründete dort ein Kollegiatstift mit acht Chorherren. Ab 1220 wurde eine neue Kirche errichtet und Mariä Himmelfahrt geweiht. Die ersten vier Joche des Langhauses wurden während des Hundertjährigen Krieges großenteils zerstört und im 15. Jahrhundert wieder neu aufgebaut. Im Jahr 1429 fand die Weihe der Kirche durch den Bischof Jean de Briou statt. 1676 wurde das Kollegiatstift aufgelöst. Im 17. und 18. Jahrhundert führten Überschwemmungen zur Anhebung des Bodens um bis zu drei Meter und verursachten schwere Schäden. 1994 wurde die Kirche aus Sicherheitsgründen geschlossen. Von 2005 bis 2006 erfolgte eine umfangreiche Restaurierung der Kirche, die seit September 2006 wieder für die Öffentlichkeit zugänglich ist.

## Architektur

### Außenbau
Im Norden der Westfassade erhebt sich der durch Gesimse horizontal gegliederte und durch mehrfach abgetreppte Strebepfeiler an den Ecken verstärkte Glockenturm. Die Westfassade wurde durch die Überschwemmungen stark beschädigt. Vom Tympanon des Westportals sind nur noch vier Bruchstücke erhalten, auf denen die Krönung Mariens, ihre Himmelfahrt und der heilige Martin, der seinen Mantel mit einem Bettler teilt, zu erkennen sind. Auf dem größten Fragment sind die Anbetung der Heiligen Drei Könige und der Erzengel Michael, der die Seelen wiegt, dargestellt. Die Relieftafeln werden in die Mitte des 13. Jahrhunderts datiert.

### Innenraum

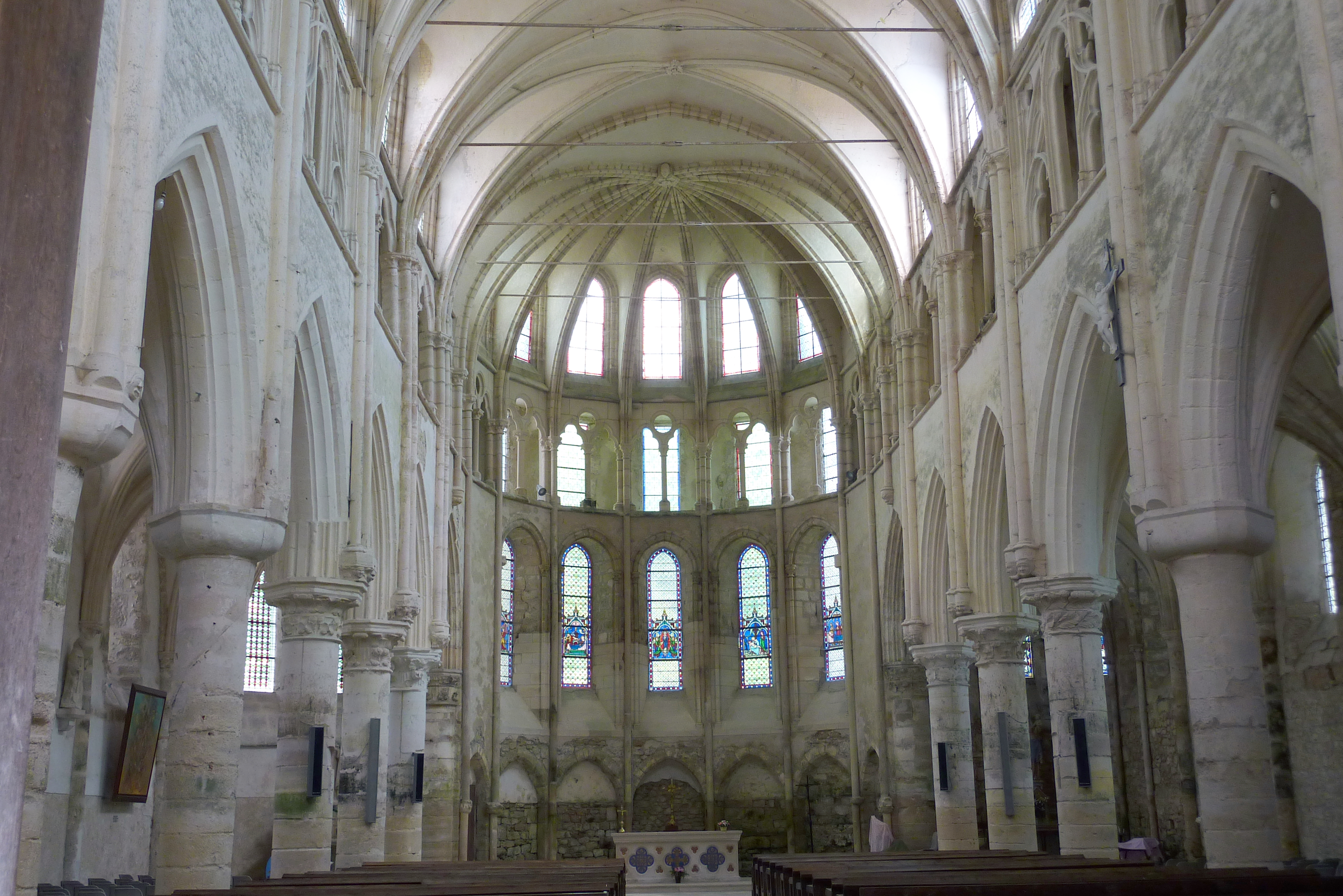
Innenraum mit Blick zum Chor

Das Langhaus ist dreischiffig und erstreckt sich über sechs Joche. Es öffnet sich im Osten zu einem weiten Chor, an den sich zu beiden Seiten zwei kleinere Kapellen anschließen. Ein Querschiff gibt es nicht. Der Aufriss ist dreigeschossig. Die spitzbogigen Mittelschiffarkaden ruhen auf mächtigen Säulen, deren Kapitelle in den beiden östlichen Jochen, die noch aus dem 13. Jahrhundert stammen, mit Köpfen und Blattwerk skulptiert sind. Über den Arkaden verläuft ein Triforium mit doppelten Dreipassbögen, das sich auch im Chor fortsetzt. In den Bogenzwickeln sind Okuli eingeschnitten. Der von großen Fenstern durchbrochene Chor ist mit einem ungewöhnlichen, zwölfteiligen Kreuzrippengewölbe gedeckt.

## Ausstattung
- Die farbig gefasste Skulpturengruppe mit der Darstellung des Gnadenstuhls wird ins 15. Jahrhundert datiert (Monument historique (Objekt) seit 1906[2]).
- Die Steinfigur des heiligen Stefanus stammt aus dem 16. Jahrhundert. Er wird an einen Baum gefesselt und mit einem Pfeil in seiner linken Seite dargestellt (Monument historique (Objekt) seit 1977[3]).
- Die Steinfigur des heiligen Fiacrius stammt ebenfalls aus dem 16. Jahrhundert. Er wird mit seinen Attributen, dem Spaten in der linken  und einem Buch in der rechten Hand, dargestellt (Monument historique (Objekt) seit 1977[4]).
- Das steinerne Taufbecken besteht aus einer größeren und einer kleineren Schale, die mit filigranen Arabesken verziert sind und auf mit Blattfriesen skulptierten Säulen aufliegen. Seitlich ist die Jahreszahl 1531 eingemeißelt. Am Becken sind noch Farbreste der ursprünglichen Bemalung erhalten (Monument historique (Objekt) seit 1906[5]).

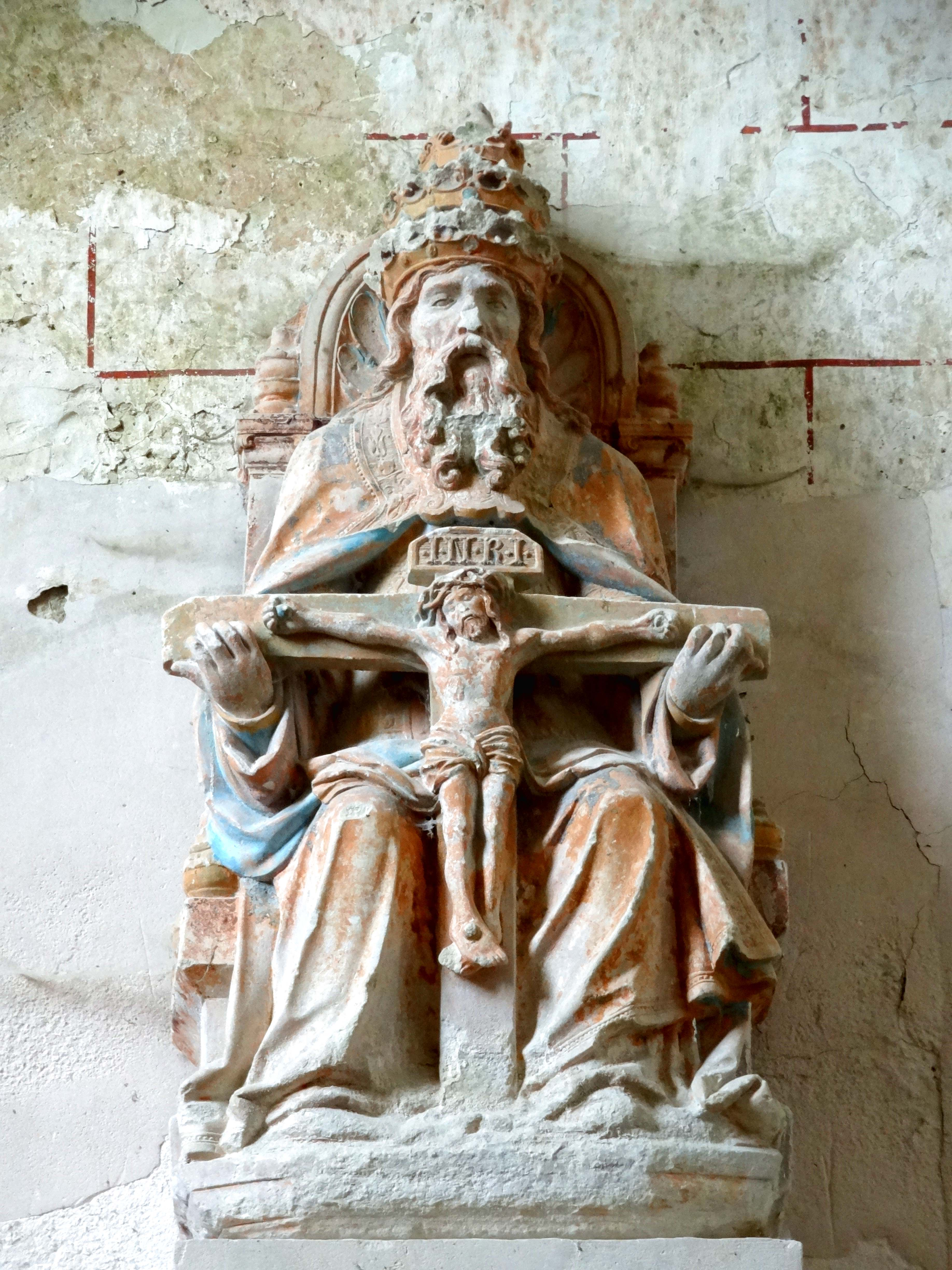
Gnadenstuhl aus dem 15. Jahrhundert
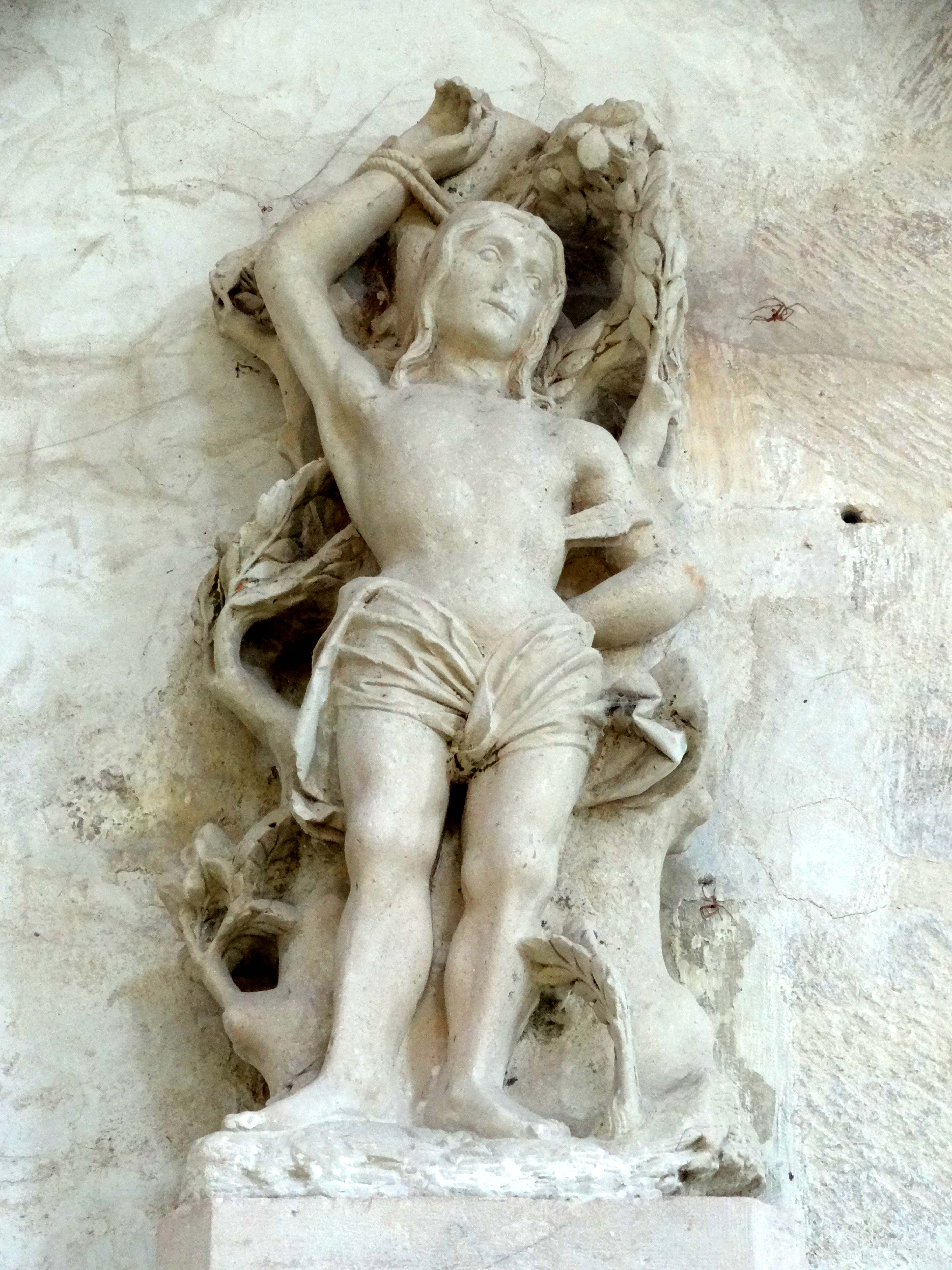
Heiliger Sebastian aus dem 16. Jahrhundert
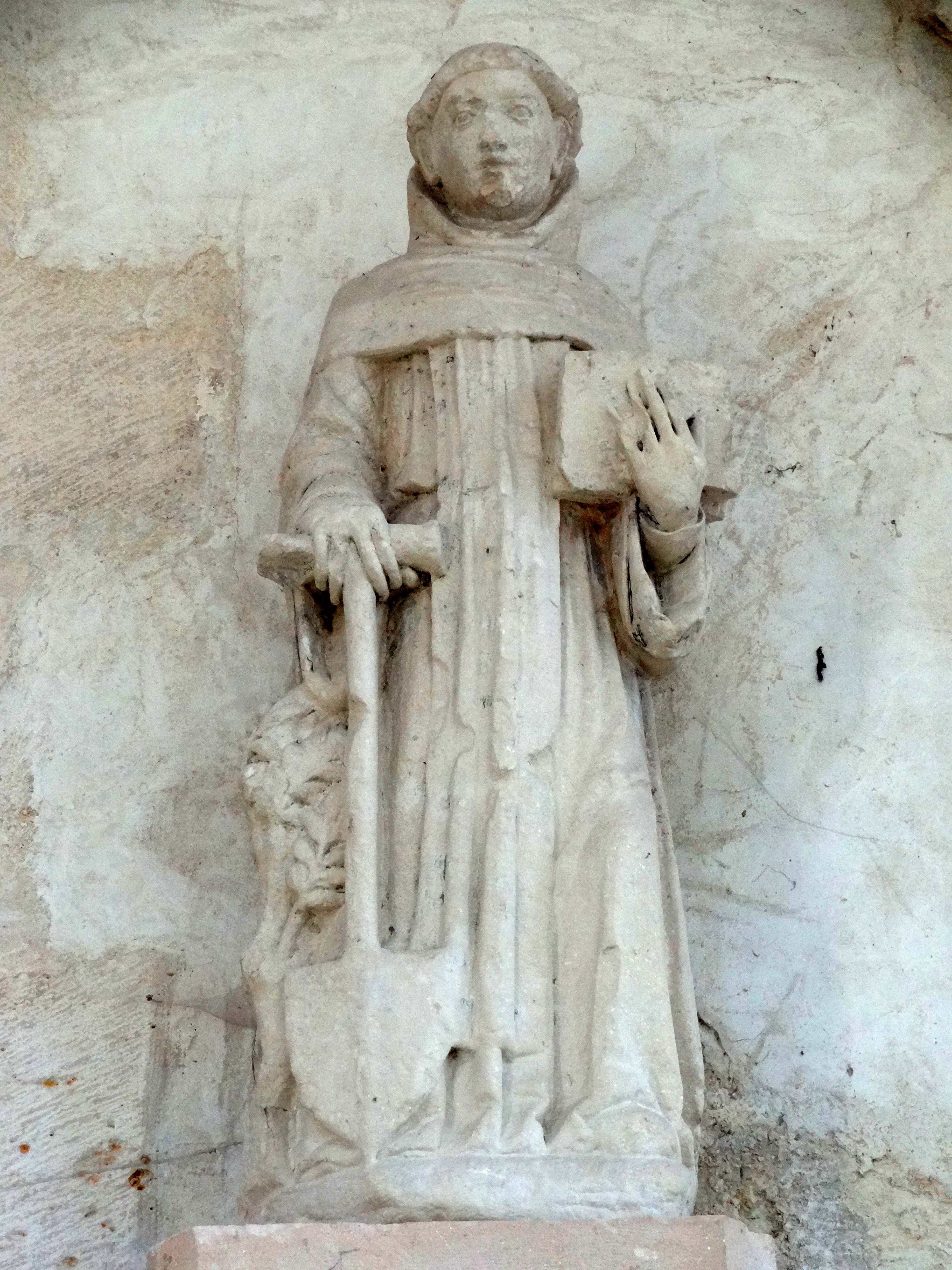
Heiliger Fiacrius aus dem 16. Jahrhundert
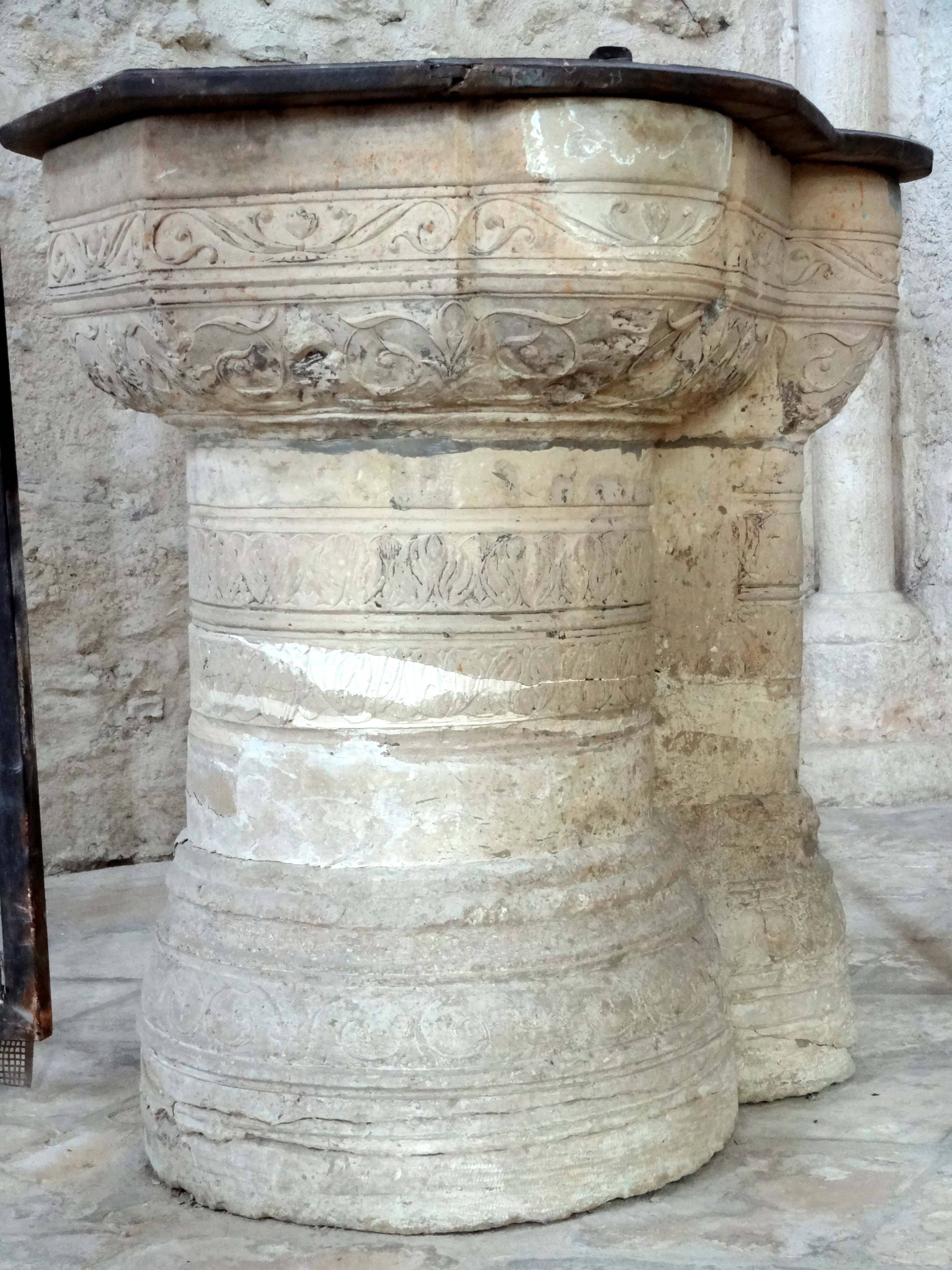
Taufbecken von 1531